# Батальйон імені Баграмяна
Окремий мотострілецький батальйон імені маршала Івана Христофоровича Баграмяна (вірм. Բաղրամյանի անվան հայկական գումարտակ, ԽՍՀՄ մարշալ Հ. Ք. Բաղրամյանի անվան հատուկ հայկական մոտոհրաձգային գումարտակЇ) — збройне формування періоду грузино-абхазького конфлікту 1990-х років. Складався з етнічних вірмен-амшенців. Батальйон брав участь у бойових діях на боці абхазьких сепаратистів проти урядових військ Грузії. Згодом розформований.

## Створення
Батальйон створили 9 лютого 1993 року згідно з «наказом № 55» як частину абхазьких збройних сил. Підрозділ не був виключно вірменським за національним складом — до нього, зокрема, входили також абхази, росіяни, німці та кабардинці.
Пізніше батальйон поповнився бійцями, що повернулися з Нагірного Карабаху і які воювали в лавах сил самооборони НКР. Вони, а також професійні військовики, зокрема найняті за контрактом, займалися підготовкою особового складу. Чисельність підрозділу перевищила 350 осіб і в Гагрі організували другий вірменський батальйон. Орієнтовна чисельність вірмен у лавах абхазьких збройних формувань становила понад 1500 осіб.

## Участь у бойових діях
Перший бій батальйон провів 15 березня 1993 року, а у вересні брав участь у битві за Сухумі та Очамчире, бійці також воювали в Гульріпшському районі і, пізніше, були відправлені до Гальського району.
2 липня 1993 року абхазьке командування склало план поетапного штурму Сухумі: здобуття важливих стратегічних висот на східному березі річки Гуміста.
У вересні 1993 року після безрезультатних переговорів абхазькі сепаратисти за підтримки регулярних військ РФ зламали опір захисників Сухумі й увійшли до міста. Вірмени першими вийшли до будівлі Радміну, який став символом влади над столицею. У ході штурму вірменські бійці захопили 25 полонених.
Після захоплення Сухумі вірменський батальйон почав чинити звірства щодо мирних громадян грузинської національності. Під час атаки на місто набули масового характеру насильства й пограбування численного грузинського населення. На вулицях і площах міста вірмени вбивали чоловіків, жінок, дітей та старих людей. За словами свідків тих подій, вірмени багатьох мирних жителів катували, на очах у батьків вбивали їхніх дітей, знищували цілі родини. Багато жителів мусили рятуватися втечею.
Пізніше вірменський батальйон перекинули в Кодорську ущелину, де його завданням був захист вірменських сіл.
Після приходу російських миротворців особовий склад батальйону здав зброю, а резервісти розійшлися додому. Двадцять вірмен отримали вищу військову нагороду — звання Героя Абхазії, понад двісті загинули під час війни. Вірменський батальйон як бойова одиниця брав участь у кампаніях 1998, 2001 та 2008 років.
На початку листопада 2020 року група добровольців з Абхазії прибула в Нагірний Карабах для участі у Другій карабаській війні на боці Вірменії. Основна частина групи — ветерани війни в Абхазії 1992—1993 років з числа військовослужбовців батальйону імені маршала Баграмяна.